# 路易吉·兰弗兰基
路易吉·兰弗兰基（義大利語：Luigi Lanfranchi，1914年1月14日—？），意大利男子曲棍球运动员。他曾代表意大利国家队参加1952年夏季奥林匹克运动会曲棍球比赛，获得第十一名。